# Karl Bosch (Statistiker)
Karl Bosch (* 17. August 1937 in Ennetach) ist ein deutscher Statistiker. Er war von 1977 bis zu seiner Emeritierung 2005 Professor am Institut für Angewandte Mathematik und Statistik der Universität Hohenheim und ist insbesondere für seine weit verbreiteten Lehr- und Nachschlagewerke im Bereich Statistik und angewandter Mathematik bekannt sowie für Veröffentlichungen zu Gewinnchancen beim Lottospiel.

## Leben
Bosch studierte von 1959 bis 1964 Mathematik an den Universitäten Stuttgart (TH) und Heidelberg. Er wurde 1967 zum Thema Funktionen von Markoffschen Ketten an der TU Braunschweig bei Ernst Henze und Rudolf Ludwig promoviert und habilitierte sich dort im Jahr 1973 mit der Schrift Darstellung stochastischer Ketten als Funktionen homogener bzw. inhomogener pseudomarkoffscher Ketten. 1976 wechselte er an die Universität Stuttgart-Hohenheim, wo er im Jahr darauf eine Professur am Institut für Angewandte Mathematik und Statistik erhielt, die er bis zu seiner Emeritierung 2005 innehatte. Seine Forschungsschwerpunkte liegen im Bereich Zuverlässigkeitstheorie, Wartungs-, Reparatur- und Inspektionsprozesse sowie Glücksspiel. Unter seiner Ägide wurde während dieser Zeit unter anderem der spätere Professor Uwe Jensen ausgebildet.

## Schriften (Auswahl)

### Lehrbücher
- Statistik: Beschreibende Statistik, Wahrscheinlichkeitsrechnung, Anwendungen (mit Gisela Jordan-Engeln, Günter R. Klotz). Vieweg, Braunschweig 1976, ISBN 3-528-08372-7.
- Elementare Einführung in die Wahrscheinlichkeitsrechnung. Rowohlt, Reinbek 1976; 11. Auflage: Vieweg & Teubner, Wiesbaden 2011, ISBN 978-3-8348-1861-4, doi:10.1007/978-3-8348-8331-5.
- Elementare Einführung in die angewandte Statistik. Rowohlt, Reinbek 1976; 9. Auflage: Vieweg & Teubner, Wiesbaden 2010, ISBN 978-3-8348-1229-2.
- Mathematik für Wirtschaftswissenschaftler. Oldenbourg, München 1982; 15. Auflage 2012, ISBN 3-486-59776-0.
- Finanzmathematik. Oldenbourg, München 1987; 6. Auflage 2002, ISBN 3-486-25906-7.
- Übungs- und Arbeitsbuch Statistik. Oldenbourg, München 2002, ISBN 978-3-486-25867-7

### Nachschlagewerke
- Mathematik-Taschenbuch. Oldenbourg, München 1989; 5. Auflage 1998.
- Statistik-Taschenbuch. Oldenbourg, München 1992; 3. Auflage 1998, ISBN 3-486-24670-4.

### Statistik des Lottospiels
- Lotto und andere Zufälle: Wie man die Gewinnquoten erhöht! Vieweg, Braunschweig 1994; 2. Auflage: Lotto: Spiel mit Grips! Wie man gezielt die Gewinnquoten erhöhen kann. Oldenbourg, München 2008.